# Liste des conseillers au Conseil souverain de la Nouvelle-France
Cet article présente une liste des conseillers au Conseil souverain de la Nouvelle-France sous la forme d'un tableau chronologique. Au nombre de cinq à la fondation du Conseil souverain en 1665, les conseillers passent à 7 en 1674 et à 12 en 1703.

## Nominations au Conseil souverain
| Nom                                       | Portrait | Durée                                                                      |
| ----------------------------------------- | -------- | -------------------------------------------------------------------------- |
| Louis Rouer de Villeray                   |          | 18 septembre 1663 au 19 septembre 1664 6 décembre 1666 au 7 décembre 1700. |
| Jean Juchereau de la Ferté                |          | 18 septembre 1663 au 19 septembre 1664                                     |
| Denis-Joseph Ruette d'Auteuil de Monceaux |          | 18 septembre 1663 au 19 septembre 1664                                     |
| Charles Legardeur de Tilly                |          | 18 septembre 1663 au 10 novembre 1695                                      |
| Mathieu d'Amours de Chauffours            |          | 18 septembre 1663 au 9 octobre 1695                                        |
| Jacques Cailhault de la Teysserie         |          | 24 septembre 1664 au 17 juin 1673                                          |
| Simon Denys de la Trinité                 |          | 24 septembre 1664 au 6 décembre 1666                                       |
| Louis Peronne de Maze                     |          | 24 septembre 1664 au 6 juillet 1665                                        |
| Mille-Claude Le Barroys                   |          | 10 avril 1665                                                              |
| Pierre de Gorribon                        |          | 6 décembre 1666 à septembre ou octobre 1669                                |
| Nicolas Dupont de Neuville                |          | 13 janvier 1670 au 25 avril 1716                                           |
| Nicolas de Mouchy                         |          | 14 janvier 1670 à novembre 1672                                            |
| Jean-Baptiste de Peiras                   |          | 16 janvier 1673 au 6 septembre 1701                                        |
| Charles Denys de Vitré                    |          | 21 août 1673 au 9 janvier 1703                                             |
| René-Louis Chartier de Lotbinière         |          | 29 mai 1674 au 3 juin 1709                                                 |
| Claude de Bermen de La Martinière         |          | 3 juin 1678 à novembre 1703 5 mai 1710 au 14 avril 1714                    |
| Pierre-Noël Legardeur de Tilly            |          | 24 mai 1689 à 1695                                                         |
| Mathieu d'Amours de Freneuse              |          | 24 mai 1689                                                                |
| Charles Aubert de la Chesnaye             |          | 22 mai 1696 au 20 septembre 1702                                           |
| Denis Riverin                             |          | 24 mars 1698 au 17 janvier 1710                                            |
| Mathurin-François Martin de Lino          |          | 8 mai 1702 au 6 décembre 1731                                              |
| Charles de Monseignat                     |          | 1er juin 1703 au 1er juin 1704                                             |
| François Haseur                           |          | 1er juin 1703 au 28 juin 1708                                              |
| Joseph de la Colombière                   |          | 16 juin 1703 au 18 juillet 1723                                            |
| Olivier Morel de La Durantaye             |          | 16 juin 1703 au 28 septembre 1716                                          |
| François Aubert de Maur                   |          | 16 juin 1703 au 27 août 1725                                               |
| Augustin Rouer de Villeray                |          | 16 juin 1703 à 1711-1712                                                   |
| Jean-Baptiste Legardeur de Repentigny     |          | 16 juin 1703 au 8 septembre 1709                                           |
| Charles Macart                            |          | 1er juin 1704 au 9 septembre 1732                                          |
| Michel Sarrazin                           |          | 17 juin 1707 au 8 septembre 1734                                           |
| Guillaume Gaillard                        |          | 20 janvier 1710 (intérim) 5 mai 1710 au 12 novembre 1729                   |
| Paul Denis de Saint-Simon                 |          | 20 janvier 1710 (intérim) 1er avril 1717 au 14 octobre 1731                |
| Martin Cheron                             |          | 5 mai 1710 au 26 avril 1717                                                |
| Eustache Chartier de Lotbinière (en)      |          | 5 mai 1710 au 14 février 1749                                              |
| Jean-François Hazeur                      |          | 18 juin 1712 au 13 mai 1733                                                |
| Louis Rouer d'Artigny                     |          | 3 avril 1717 au 4 juillet 1744.                                            |
| Jean Petit                                |          | 1er juillet 1718 au 24 février 1720                                        |
| Charles Guillimin                         |          | 13 mai 1721 au 25 février 1739                                             |
| Nicolas Lanouiller                        |          | 10 février 1722 au 6 janvier 1756                                          |
| Jean-Baptiste Gauthier de Varennes        |          | 4 janvier 1724 au 30 mars 1726                                             |
| Jean Crespin                              |          | 1er mars 1727 au 4 janvier 1734                                            |
| Louis Bertrand de la Tour                 |          | 17 mai 1727 à octobre ou novembre 1731                                     |
| François-Étienne Cugnet                   |          | 13 février 1730 au 19 août 1751                                            |
| Jean-Victor Varin de la Mare              |          | 18 février 1733 au 1er mai 1749                                            |
| François Foucault                         |          | 18 avril 1733 au 8 septembre 1760                                          |
| Thomas-Jacques Taschereau                 |          | 1er avril 1735 au 25 septembre 1749                                        |
| Jacques de la Fontaine de Belcour         |          | 1er avril 1735 au 8 septembre 1760                                         |
| Jean-Baptiste Gaillard                    |          | 27 mars 1736 au 7 février 1742                                             |
| Guillaume Estèbe                          |          | 27 mars 1736 au 1er février 1758                                           |
| Guillaume Guillimin fils                  |          | 25 mars 1744 au 8 septembre 1760                                           |
| Joseph Perthuis                           |          | 1er janvier 1747 au 8 septembre 1760                                       |
| François-Elzéar Vallier                   |          | 1er avril 1743 au 16 janvier 1747                                          |
| Jean-François Gaultier                    |          | 25 mars 1744 au 10 juillet 1756                                            |
| Joseph-Étienne Nouchet fils               |          | 1er mai 1750 au 3 février 1758                                             |
| Jacques-Michel Bréard                     |          | 1er mai 1749 au 8 septembre 1760                                           |
| Joseph-Marie de la Corne                  |          | 1er mai 1749 à 1750                                                        |
| Jean-Antoine Bedout                       |          | 3 juillet 1752 au 8 septembre 1760                                         |
| Michel Bénard                             |          | 24 avril 1757 au 8 septembre 1760                                          |
| Henri Hiché                               |          | 15 mai 1754 au 15 juillet 1758                                             |
| Jacques Imbert                            |          | 15 mai 1754 au 8 septembre 1760                                            |
| Thomas-Marie Cugnet                       |          | 24 avril 1757 au 8 septembre 1760                                          |